# Stan Rosenberg

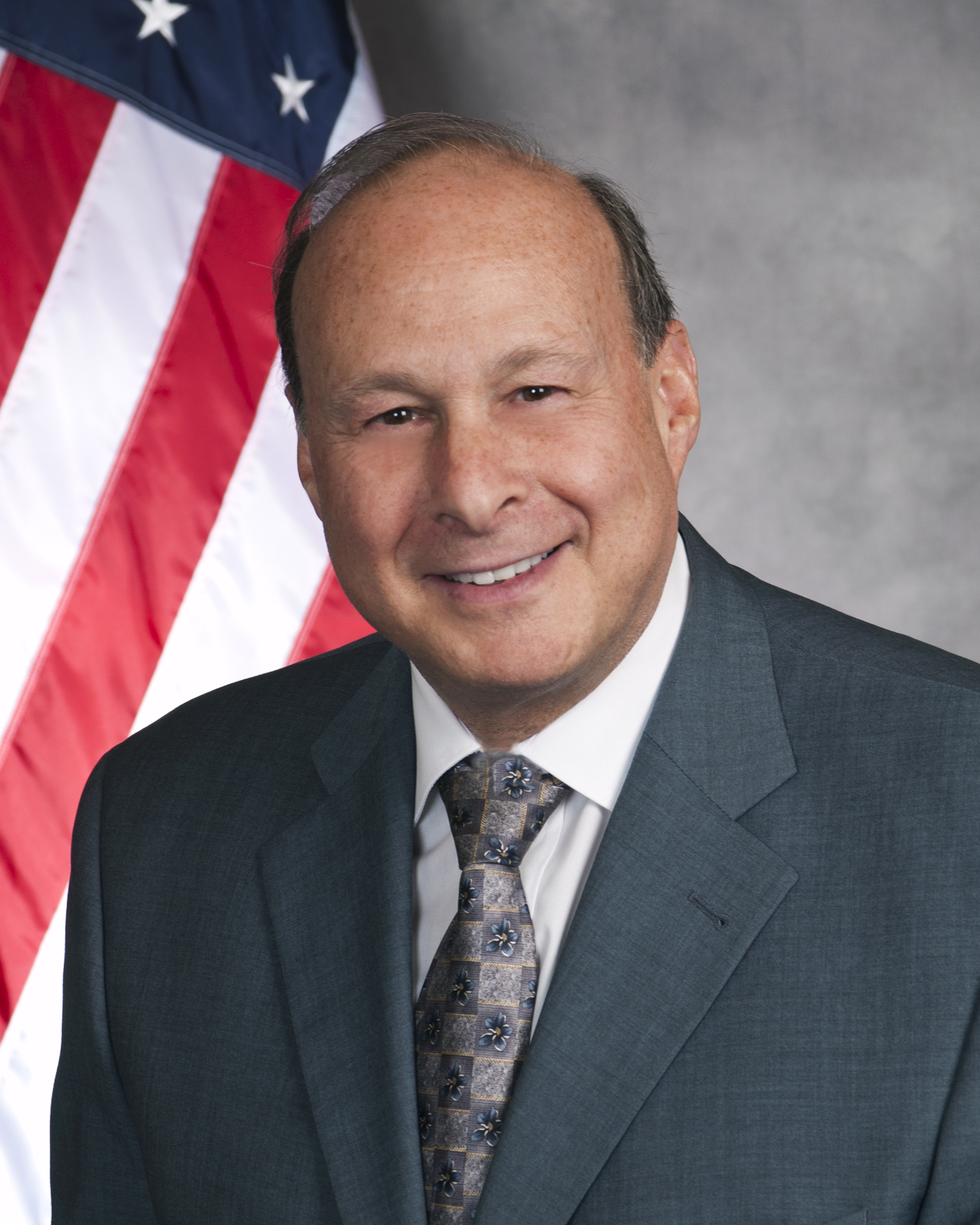
Stan Rosenberg

Stanley Rosenberg (* 12. November 1949 in Revere, Massachusetts) ist ein US-amerikanischer Politiker der Demokratischen Partei.

## Leben
Rosenberg besuchte die Revere High School und studierte an der University of Massachusetts Amherst bis 1977. Vom Januar 1986 bis Januar 1991 war er Abgeordneter im Repräsentantenhaus von Massachusetts. Rosenberg ist seit 1991 Senator im Senat von Massachusetts. Am 7. Januar 2015 wurde er zum 93. Senatspräsidenten von Massachusetts gewählt. In der Geschichte des Senats von Massachusetts ist Rosenberg der erste jüdische Senatspräsident sowie der erste homosexuelle Senatspräsident. Er ist verheiratet und lebt mit seinem Ehemann in Amherst.